# Port lotniczy Czojbalsan
Port Lotniczy Czojbalsan (IATA: COQ, ICAO: ZMCD) – port lotniczy w Czojbalsanie, stolicy ajmaku wschodniego, w Mongolii. Został otwarty w 2001.

## Linie lotnicze i połączenia
- Aero Mongolia (Ułan Bator)
- Eznis Airways (Ułan Bator)